# Ground Zero

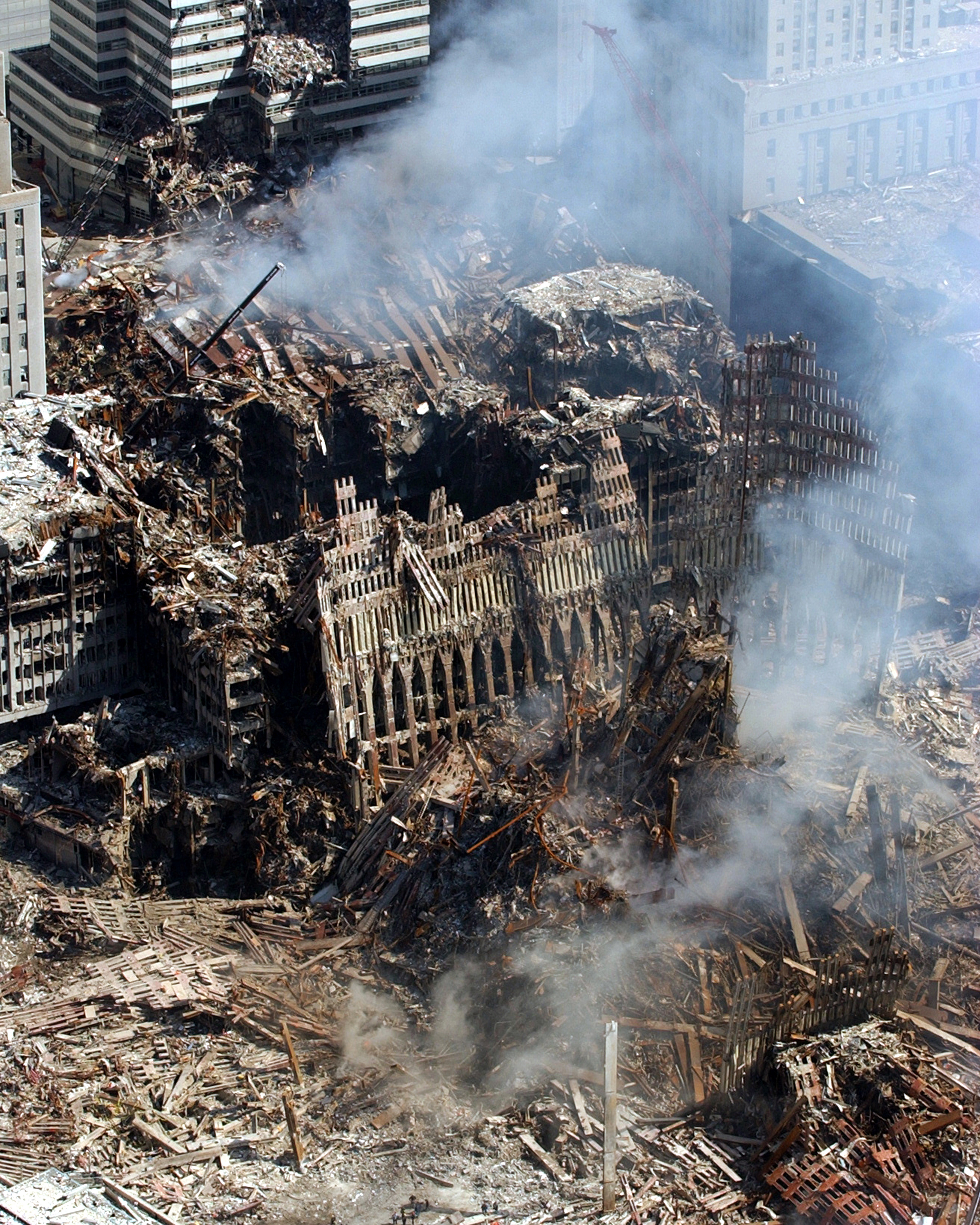
Ground Zero vào ngày 17/9/2001.

Ground Zero (the Pile) là một khu vực được hình thành ngay sau Sự kiện 11 tháng 9 tại Hạ Manhattan. Khu vực này rộng khoảng 14,6 mẫu Anh (5,9 ha), bị giới hạn bởi Phố Vesey ở phía bắc, Đường cao tốc West Side ở phía tây, Phố Liberty ở phía nam và Phố Church ở phía đông. Cảng vụ New York và New Jersey (PANYNJ) sở hữu đất của khu vực này (trừ Trung tâm Thương mại Thế giới số 7). Khu phức hợp Trung tâm Thương mại Thế giới ban đầu vẫn tồn tại trên khu vực này cho đến khi bị phá hủy trong vụ tấn công.

## Hình thành và phục hồi

### Sự kiện 11 tháng 9
Chi tiết tại Sự kiện 11 tháng 9.
Sáng ngày 11 tháng 9 năm 2001, những kẻ khủng bố Hồi giáo do Al-Qaeda chủ mưu đã cướp Chuyến bay 11 của American Airlines và Chuyến bay 175 của United Airlines, cả hai đều đang trên đường từ Boston đến Los Angeles, và cố tình đâm chúng vào hai tòa tháp chính của Trung tâm Thương mại Thế giới. Các tòa tháp sụp đổ trong vòng chưa đầy hai giờ sau vụ va chạm làm cho 2.606 người, bao gồm 2.192 thường dân, 343 lính cứu hỏa và 71 nhân viên thực thi pháp luật có mặt trong các tòa tháp và khu vực xung quanh đã thiệt mạng trong các cuộc tấn công, cũng như 147 thường dân và 10 tên không tặc trên hai máy bay chở khách. Sau khi khu phức hợp sụp đổ, các nhân viên bệnh viện và nhân viên thực thi pháp luật bắt đầu gọi địa điểm đó là "Ground Zero".

### Dọn dẹp các mảnh vụn

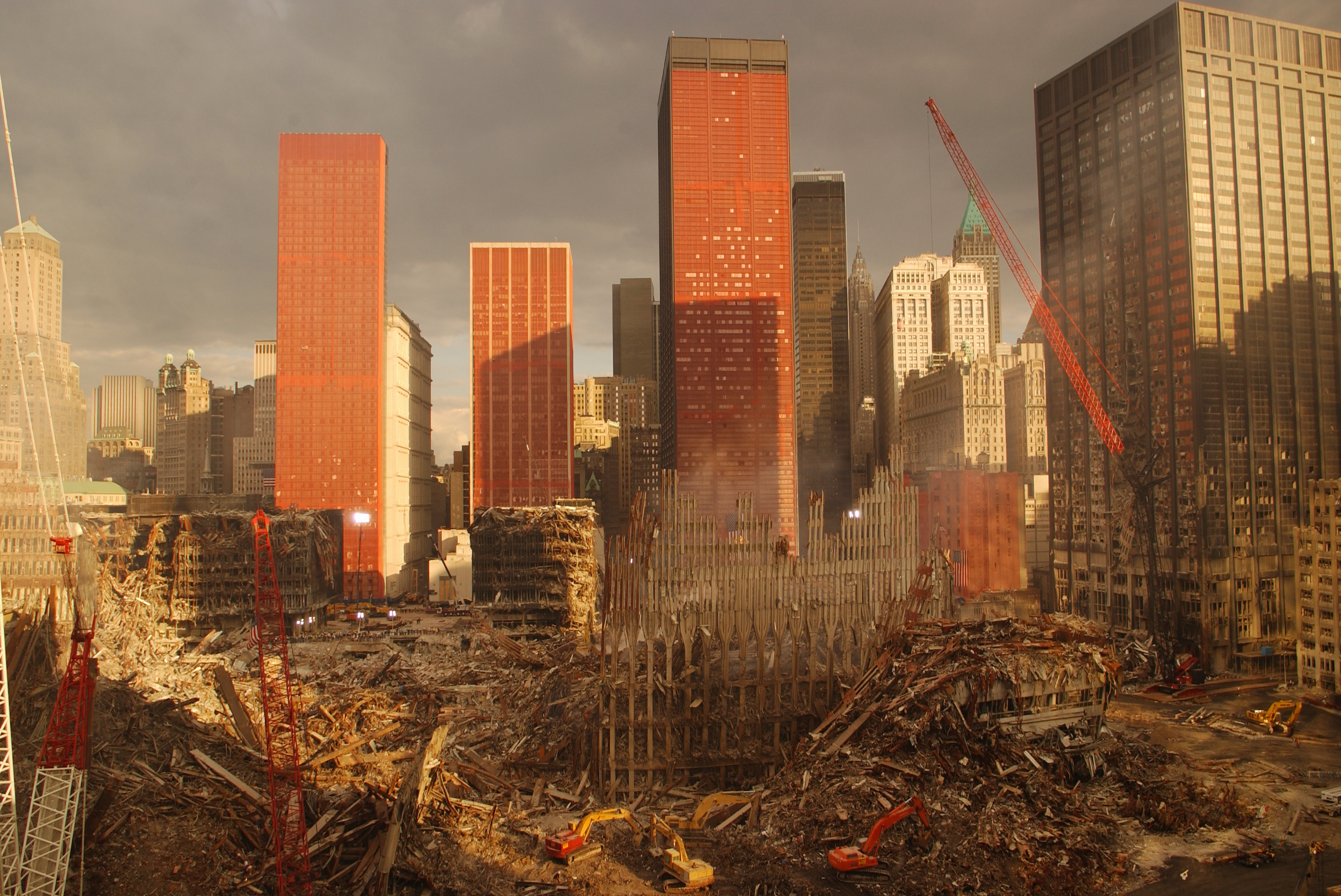
Sau vụ tấn công, ngày 28/9. Các tấm lưới đỏ được lắp vào các tòa nhà xung quanh để tránh thiệt hại thêm.

Sự sụp đổ của các tòa tháp đã phát tán bụi khắp New York và để lại hàng trăm nghìn tấn mảnh vỡ tại địa điểm này.  Để tổ chức dọn dẹp và tìm kiếm những người sống sót và hài cốt, Sở Cứu hỏa Thành phố New York đã chia địa điểm thảm họa thành bốn khu vực, mỗi khu vực do một người. Những người dọn dẹp đã chở hầu hết các vật liệu xây dựng và mảnh vỡ từ Ground Zero đến bãi chôn lấp Fresh Kills ở Đảo Staten . Một số người, chẳng hạn như những người có liên hệ với gia đình nạn nhân vụ tấn công vì sự chôn cất thân nhân, lo ngại rằng hài cốt thân nhân họ cũng có thể vô tình được vận chuyển đến bãi chôn lấp.
Vào tháng 12 năm 2001, một bệ quan sát tạm thời tại Phố Fulton, giữa Phố Church và Broadway, đã được mở cửa cho công chúng. Tháng đó, những cột còn lại cuối cùng của Tháp Bắc và những phần còn lại cuối cùng của WTC6 đã được dỡ bỏ. Các ước tính ban đầu cho thấy việc dọn dẹp các mảnh vỡ sẽ mất một năm, nhưng quá trình dọn dẹp đã kết thúc vào tháng 5 năm 2002, trong phạm vi ngân sách và không có một thương tích nghiêm trọng nào.  Sảnh Winter Garden đã được mở cửa trở lại cho công chúng vào ngày 17 tháng 9, là công trình lớn đầu tiên được khôi phục hoàn toàn sau các cuộc tấn công.
Bắt đầu từ ngày 11 tháng 3, tám mươi tám đèn pha đã được lắp đặt và sắp xếp để tạo thành hai chùm sáng chiếu thẳng lên bầu trời. Đây được gọi là Tribute in Light và ban đầu được thắp sáng vào mỗi ngày lúc chạng vạng cho đến ngày 14 tháng 4. Sau đó, đèn được thắp sáng vào ngày kỷ niệm lần thứ hai của vụ tấn công và được thắp sáng vào mỗi ngày 11 tháng 9 tiếp theo kể từ đó. Vào tháng 2 năm 2005, văn phòng Giám định Y khoa Thành phố New York đã kết thúc quá trình nhận dạng hài cốt của con người tại địa điểm này.
Vào tháng 8 năm 2008, lính cứu hỏa thành phố New York đã tặng một cây thánh giá làm bằng thép từ Trung tâm Thương mại Thế giới cho Đội cứu hỏa tình nguyện Shanksville. Thanh dầm, được gắn trên một bệ có hình dạng giống Lầu Năm Góc, được dựng bên ngoài trạm cứu hỏa Shanksville gần địa điểm rơi của Chuyến bay 93 của United Airlines.

### Phát hiện
Vào tháng 7 năm 2010, một nhóm các nhà khảo cổ học tại địa điểm này đã phát hiện ra tàn tích của một chiếc thuyền dài 32 foot (9,8 m) hơn 200 năm tuổi; có lẽ nó được làm vào thế kỷ 18 và bị đổ ở đó cùng với các thanh gỗ và rác vào khoảng năm 1810 để tạo nên vùng đất này. Chiếc thuyền đã được cho vật nặng để làm chìm như một phần của nền móng cho một bến tàu mới . Các mẫu gỗ của nó đã được lấy để nghiên cứu.

## Quy hoạch lại
Sau vụ tấn công, Thị trưởng Rudy Giuliani, Thống đốc George Pataki và Tổng thống George W. Bush đã cam kết xây dựng lại khu vực Trung tâm Thương mại Thế giới. Vào ngày xảy ra vụ tấn công, Giuliani đã tuyên bố: "Chúng ta sẽ xây dựng lại. Chúng ta sẽ vượt qua điều này mạnh mẽ hơn trước, mạnh mẽ hơn về mặt chính trị và kinh tế. Đường chân trời sẽ lại được hoàn thiện."
Trong một bài phát biểu sau đó trước Quốc hội, tổng thống tuyên bố: "Như một biểu tượng cho quyết tâm của nước Mỹ, chính quyền tôi sẽ hợp tác với Quốc hội và hai nhà lãnh đạo này để chứng minh với thế giới rằng chúng ta sẽ xây dựng lại New York." Chủ thuê Trung tâm Thương mại Thế giới Larry Silverstein phản ứng "đây sẽ là một thảm kịch của những thảm kịch nếu không xây dựng lại khu vực này của New York. Điều đó sẽ trao cho bọn khủng bố chiến thắng mà chúng mong muốn." Tuy nhiên, đến năm 2011, Trung tâm Thương mại Thế giới số Bảy , được xây dựng lại. Sau đó đến tháng 6 năm 2018 đã có Trung tâm Thương mại Thế giới số 7, Trung tâm Thương mại Thế giới số 1 , Trung tâm Thương mại Thế giới số 4 và Trung tâm Thương mại Thế giới số 3 được xây dựng. WTC 1 và 2 ban đầu mất chưa đầy ba năm để bắt đầu xây dựng để hoàn thành và năm năm kể từ giai đoạn lập kế hoạch ban đầu. Tuy nhiên, do tính phức tạp và bản chất chính trị cao của những nỗ lực tái thiết, chúng thường được trích dẫn như một ví dụ về sự hợp tác công tư thành công và được đưa ra làm ví dụ điển hình trong các cuộc đàm phán thành công.